# Aechmea mcvaughii
Espèce
Classification phylogénétique
Aechmea mcvaughii est une espèce de plantes de la famille des Bromeliaceae, endémique du Mexique.

## Synonymes
- Podaechmea mcvaughii (L.B.Sm.) L.B.Sm. & W.J.Kress[1] ;
- Ursulaea mcvaughii (L.B.Sm.) Read & Baensch[1].

## Distribution
L'espèce est endémique du sud-ouest du Mexique.

## Description
L'espèce est épiphyte.